# Görries
Görries ist ein Stadtteil von Schwerin, der Hauptstadt Mecklenburg-Vorpommerns.

## Geografie
Görries liegt zwischen dem Alten Friedhof mit dem Grimkesee, dem Ufer des Oberen und Unteren Ostorfer Sees mit der kleinen Halbinsel Der Dwang und der Toteninsel, der Eisenbahnlinie Schwerin–Ludwigslust (Bahnhof Görries), dem Siebendörfer Moor und dem Fasanenhof. Das Siebendörfer Moor entwässert entlang der Bahnstrecke über den Herrengraben mit dem Tonteich in den Oberen Ostofer See. Auf dem ehemaligen Flugplatzgelände, nördlich des Towers An der Hollenbäk, liegt der Teich Oberjäger Diek, er hat eine Größe von 194 × 100 Meter. Dieses im Gehölz eingebettete Gewässer fließt über die Hollenbäk in den Oberen Ostdorfer See ab, ebenso der im Norden liegende Grimkesee.

## Geschichte
Görries wurde 1445 erstmals als Dorf erwähnt.
Um 1860 gab es in Görries einen Erbpächter, fünf Drittelhufen, elf Büdner und acht Häusler.
Mit dem Bau der Bahnstrecke Schwerin – Crivitz entstand auch in Görries ein Bahnhof, der am 1. Oktober 1893 eröffnet wurde. Am Bahnsteig an der Schulzenstraße 6 betrieb Wilhelm Gräning den „Krug zum grünen Kranze“, wo sich neben einer Kegelbahn und dem Fahrkartenverkauf später auch eine Poststelle befand. Nach teilweiser Zerstörung während eines Bombenangriffs im Zweiten Weltkrieg wurde das Gebäude wieder aufgebaut. Die Gaststätte existierte bis in die 1990er Jahre, zeitweise befand sich im Schulzenweg 6 auch eine Lebensmittelverkaufsstelle.
Ende des 19. Jahrhunderts zählte Görries im Sommer zu den beliebten Ausflugszielen der Schweriner. Dort wurde am 25. Mai 1895 in der Häuslerei 43 (heute Rogahner Straße 10) die Gaststätte und Badeanstalt Marienhöhe eröffnet. Das Restaurant hatte einen terrassenförmigen Biergarten mit Blick auf den Ostorfer See, auch die Tanzabende in der Marienhöhe waren sehr beliebt. Bis 1930 gehörte das Objekt der Familie Hella Fischer, dann bewirtschaftete Hasso Neitzel das Restaurant mit Seebadeanstalt und Tanzlokal. 
Als Schwerin 1945 voller Flüchtlinge war, wurde ein Teil von ihnen zeitweilig in der Marienhöhe untergebracht. In den 1950er Jahren begann wieder der Gaststättenbetrieb, auch mit Tanzabenden, Ende der 1960er Jahre schloss die Gaststätte aus familiären Gründen. Die Marienhöhe wurde teilweise als Wohnraum, später als Lager des Staatstheaters und der Vereinigung Obst, Gemüse und Speisekartoffeln genutzt. Heute befindet sich in der Rogahner Straße 10 ein Dienstleistungsbetrieb.
Im November 1912 wurde die „Mecklenburgische Flugplatz-Gesellschaft Görries-Schwerin mbH“ gegründet, die im Juni 1913 den Flugplatz Schwerin-Görries mit einem Rundflug Lübeck-Schwerin-Wismar eröffnete. Anthony Fokker pachtete den Flugplatz und betrieb dort ab Mai 1913 eine Flugschule. Südlich der Rogahner Straße wurde 1916 eine Fliegerstation mit eigenem Gleisanschluss gebaut. Im März 1917 nahm die hier eingerichtete Fliegerbeobachterschule (FBS) ihren Betrieb auf. Siehe mehr im eigenen Artikel Flugplatz Schwerin-Görries.
Görries blieb trotz des Flugplatzes ein Bauern- und Häuslerdorf, auch die am 8. Mai 1917 erfolgte zwangsweise Eingemeindung der 503 Einwohner nach Schwerin änderte zunächst nichts daran. Das Verhältnis zwischen der Residenzstadt Schwerin und der Gemeindeverwaltung blieb danach angespannt, weil die Stadtverwaltung für Görries besondere landwirtschaftliche Interessen offenbar wenig Verständnis aufbrachte.
Die Kleingartenanlage Marienhöhe wurde 1918 als einer der ersten Vereinsgärten der Stadt gegründet.
Im Stadtteil Görries befindet sich seit den 1920er Jahren eines der ältesten Gewerbegebiete der Stadt. Dieses war aus der Not heraus entstanden, um die nach dem Ersten Weltkrieg leerstehenden Gebäude der Fliegerbeobachterschule einem neuen Verwendungszweck zuzuführen. Doch die von der Stadt initiierten Industrieansiedlungen (Kostowerke, Maschinenfabrik Badenia und Benno Schilde AG) misslangen. Der Verfall durch Leerstand und Vandalismus schritt voran.

In den 1920er Jahren blieb der ehemalige Flugplatz der Fokkerwerke als Notlandeplatz bestehen. Zum sich wieder entwickelnden kommerziellen bürgerlichen Kulturleben in der Stadt Schwerin gehörten das seit 1920 alljährlich stattfindende Reit- und Fahrturnier sowie die Kunstflugschau auf dem Flugplatzgelände Görries. Automobilrennen, Flugwettbewerbe, Pferderennen und Volksfeste lockten Tausende Zuschauer dorthin. Im Juni 1930 auf dem sog. Großflugtag des »Schweriner Fliegervereins« in Görries konnten zahlungskräftige Bürger für 20 Reichsmark mit dem Flugzeug von Schwerin nach Hamburg fliegen.

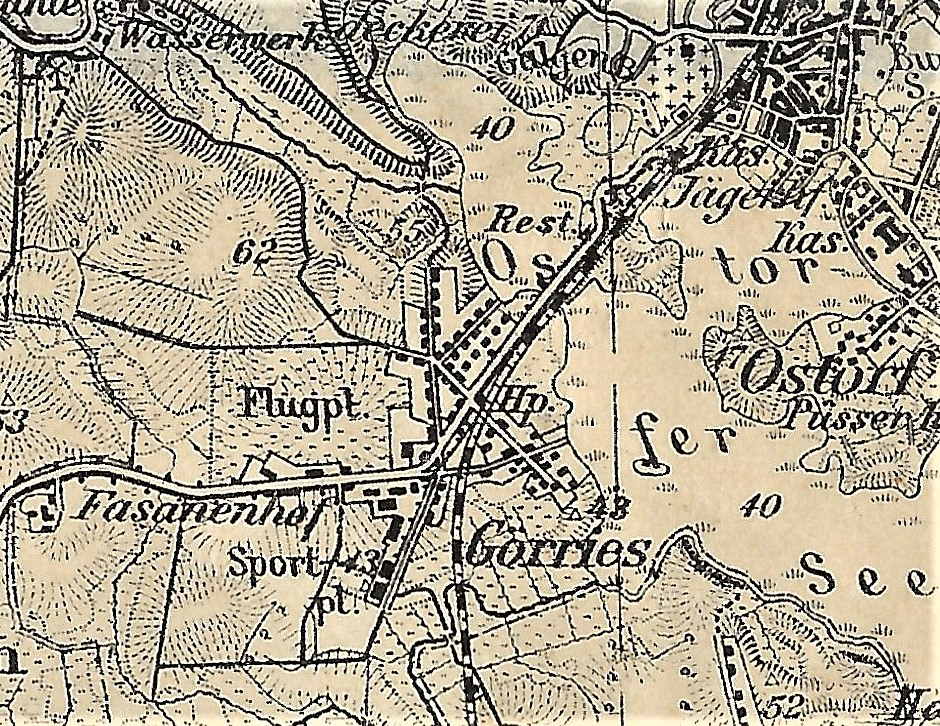
Flugplatz Schwerin-Görries um 1934

 1932 wurde der Flugplatz zu einem Flughafen II. Ordnung umgewidmet. In den 1930er Jahren übernahm die Luftwaffe den gesamten Flugplatz inklusive der ehemaligen FBS und baute ihn zu einem Fliegerhorst aus, der bis zum Kriegsbeginn Stützpunkt einer Stuka-Ausbildungsstaffel wurde. Einige Straßen in Görries trugen zwischen 1918 und 1945 neue, nach bekannten Jagdfliegern des 1. Weltkrieges benannte Namen: Immelmannstraße (heute Lilienthalstraße), Boelckestraße (heute Baustraße) und Richthofenstraße (heute Handelsstraße).
Flugzeuge der britischen Royal Air Force und Verbände der 8. US-Luftflotte, beladen mit Sprengbomben und Brandbomben, zerstörten bei einem Luftangriff am 4. August 1944 Gebäude auf dem Flugplatz sowie mit Reet gedeckte Häuser am Schulzenweg. Ein weiterer Angriff ereignete sich am 25. August 1944, dabei wurden etwa 28 Häuser total zerstört, 12 Häuser schwer und 41 leicht beschädigt. In der Immelmannstraße wurden 13 Bombentrichter auf einer etwa 2000 Quadratmeter großen Fläche gezählt. Ein weiterer Luftangriff am 7. April 1945 traf auch die Schweriner Feldstadt. Insgesamt waren mehr als 200 Tote zu beklagen.
Von 1945 bis 1993 war das Flugplatzgelände GUS-Liegenschaft. Um die Zeugnisse der Schweriner Fluggeschichte zu erhalten, hat die Landeshauptstadt die noch vorhandenen Flugplatzgebäude im Gewerbegebiet Görries unter Denkmalschutz gestellt.
Nach 1945 wandelte sich der Charakter des Ortsteils. Südlich der Rogahner Straße entstand ab 1954 ein Industriegebiet für Großhandels- und Lagerbetriebe sowie Bau- und Baumaterialienindustrie. Dazu gehören das 1957 gebaute Versorgungskontor für Pharmazie und Medizintechnik in der Baustraße 3. 1958 entstand aus dem Zusammenschluss von mehreren kleinen Betrieben des Sattler-, Schuhmacher-, Raumausstatter-, Tapezierer- und lederverarbeitenden Handwerks die Produktionsgenossenschaft (PGH) Lederwaren, für die mehrere Bauten in Görries entstanden. 1959/60 wurde das Mehrzweckkühlhaus in der Handelsstraße und ab 1964 das Hochhaus und die Lagerhalle der GHG Haushaltswaren in der Rogahner Straße errichtet. Heute hat sich in Görries eine Vielfalt an Gewerbe, Verkaufs- und Freizeiteinrichtungen angesiedelt.

## Verkehrsanbindung
Görries ist heute durch die Bundesstraße 106 zweigeteilt. Westlich der mehrspurigen Straße befindet sich ein großes, voll erschlossenes Gewerbegebiet mit bereits zu DDR-Zeiten entstandenen Industrie- und Lagerhallen sowie östlich davon Wohngebiete in der Nähe des Ostorfer Sees. Für Fußgänger und Fahrradfahrer wurden  die Halbinseln der Dwang und die Krösnitz durch eine Brücke verbunden.
Auch die Bahnstrecke Hagenow Land–Schwerin, von der die Bahnstrecken nach Ludwigslust und nach Parchim abzweigen, führt durch den Stadtteil. Der Haltepunkt Schwerin-Görries wird stündlich von der Linie RB 13 Rehna-Schwerin-Parchim und zweistündlich von der Linie RB 17 Wismar-Schwerin Ludwigslust bedient. Die RB 13 verkehrt am Wochenende ebenfalls nur zweistündlich.

## Persönlichkeiten
- Gertrud Bergmann (1910–1985), Bildhauerin, Medailleurin und Kunsthandwerkerin